# Saint-Arroumex

Saint-Arroumex este o comună în departamentul Tarn-et-Garonne din sudul Franței. În 2009 avea o populație de 144 de locuitori.

## Evoluția populației
| An        | 1975 | 1982 | 1990 | 1999 | 2006 | 2009 |
| --------- | ---- | ---- | ---- | ---- | ---- | ---- |
| Populație | 158  | 142  | 135  | 139  | 141  | 144  |